# Pragersko
Pragersko este o localitate din comuna Slovenska Bistrica, Slovenia, cu o populație de 1.101 locuitori.